# Governatori di Veracruz

Stemma dello stato

Il Governatore di Veracruz è la massima carica dello stato federale di Veracruz, uno dei 31 degli Stati Uniti Messicani.
Secondo la Costituzione Politica dello Stato libero e sovrano di Veracruz de Ignacio de la Llave, Il potere esecutivo è investito in un individuo, chiamato "Gobernador Constitucional del Estado Libre y Soberano de Veracruz de Ignacio de la Llave".
L'attuale governatrice è Rocío Nahle García, che ha assunto la carica il 1º dicembre 2024. È un membro del Movimento Rigenerazione Nazionale.

## Storia
Lo Stato di Veracruz è stato fondato nel 1824, essendo uno degli stati originali della Federazione messicana, ha vissuto tutto il sistema politico attuato in Messico, federale e centrale, così ha cambiato il suo nome da "State of" a "Dipartimento di" a "Stato di" nuovo.
I governatori sono eletti per restare in carica per 6 anni e non possono altre cariche pubbliche. Il governatore entra in carica il primo giorno del mese di dicembre dello stesso anno elettorale e termina il 30 novembre sei anni dopo.

## Lista dei governatori
Questa lista comprende tutti i Governatori dello stato dal 1824 compreso.

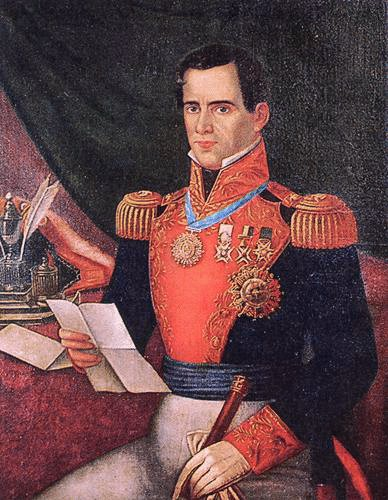
Il generale Antonio de Santa Anna

### XIX secolo

#### Stato libero e sovrano di Veracruz
- (1824 - 1825): Guadalupe Victoria[1]
- (1825 - 1828): Miguel Barragán
- (1828 - 1829): José María Tornel[2]
- (1829 - 1829): Sebastián Camacho Castilla (Primo Mandato)
- (1829 - 1829): Antonio López de Santa Anna (Primo Mandato)
- (1829 - 1829): Sebastián Camacho Castilla (Secondo Mandato)
- (1829 - 1829): Antonio López de Santa Anna (Secondo Mandato)
- (1829 - 1830): Antonio López de Santa Anna (Terzo Mandato)
- (1833 - 1833): Antonio Juille y Moreno (Primo Mandato)
- (1833 - 1834): Antonio Juille y Moreno (Secondo Mandato)

#### Dipartimento di Veracruz
Dal 1834 al 1857 non ci sono governatori eletti dal popolo a causa della politica centralista di Santa Anna tramite le sette riforme costituzionali (Siete Leyes) della Prima Repubblica Messicana.

#### Stato libero e sovrano di Veracruz
- (1855 - 1857): Ignacio de la Llave y Segura Zevallos (Primo Mandato)
- (1855 - 1855): Juan Soto Ramos (Governatore ad interim)[2]
- (1857 - 1857): Manuel Gutiérrez Zamora (Primo Mandato)
- (1857 - 1857): José de Emparam (Governatore ad interim)[2]
- (1857 - 1861): Manuel Gutiérrez Zamora (Secondo Mandato)
- (1861 - 1861): Juan Fernando de Jesús Corona y Arpide (Primo Mandato)[2] attraverso il Códigos Corona
- (1861 - 1862): Ignacio de la Llave y Segura Zevallos

#### Stato libero e sovrano di Veracruz-Llave
- (1862 - 1863): Francisco Hernández y Hernández (Primo Mandato)[2]
- (1867 - 1867): Ignacio R. Alatorre[2]
- (1867 - 1872): Francisco Hernández y Hernández (Secondo Mandato)
- (1868 - 1869): Juan Fernando de Jesús Corona y Arpide (Secondo Periodo)
- (1869 - 1869): Juan Fernando de Jesús Corona y Arpide (Terzo Periodo)
- (1872 - 1872): Manuel Muñoz Guerra (Governatore ad interim)[2]
- (1872 - 1875): Francisco Landero y Coss
- (1875 - 1876): José María Mena Isassi (Governatore ad interim)
- (1876 - 1877): Marcos Carrillo (Governatore ad interim)[2]
- (1877 - 1880): Luis Mier y Terán
- (1880 - 1883): Apolinar Castillo
- (1883 - 1884): José Cortés Frías (Governatore ad interim)[2]
- (1884 - 1888): Juan de la Luz Enríquez Lara (Primo Mandato)
- (1888 - 1892): Juan de la Luz Enríquez Lara (Secondo Mandato)
- (1892 - 1892): Manuel Leví (Governatore ad interim)
- (1892 - 1892): Leandro M. Alcolea Sierra (Governatore ad interim)
- (1892 - 1896): Teodoro A. Dehesa Méndez (Primo Mandato)
- (1896 - 1900): Teodoro A. Dehesa Méndez (Secondo Mandato)

### XX secolo

#### Stato libero e sovrano di Veracruz-Llave
- (1900 - 1904): Teodoro A. Dehesa Méndez (Terzo Mandato)

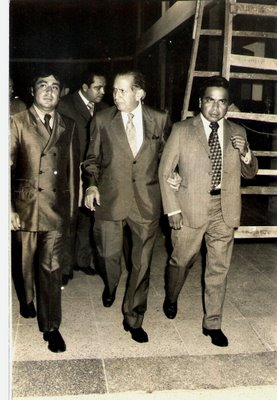
Rafael Murillo Vidal.

- (1904 - 1908): Teodoro A. Dehesa Méndez (Cuarto Mandato)
- (1908 - 1911): Teodoro A. Dehesa Méndez (Quinto Mandato)
- (1911 - 1911): Emilio Léycegui (Governatore ad interim)[2]
- (1911 - 1911): León Aillaud (Governatore ad interim)[2]
- (1911 - 1912): Manuel Ma. Alegre (Governatore ad interim)
- (1912 - 1912): Francisco Lagos Cházaro
- (1912 - 1913): Antonio Pérez Rivera
- (1913 - 1913): Enríque Camacho[2]
- (1913 - 1914): Eduardo M. Caúz (Governatore ad interim)[3]
- (1913 - 1920): Cándido Aguilar
- (1914 - 1914): Manuel Pérez Romero (Governatore ad interim)
- (1915 - 1915): Agustín Millán (Governatore ad interim)
- (1916 - 1916): Miguel Aguilar (Governatore ad interim)[2]
- (1916 - 1916): Manuel García Jurado (Governatore ad interim)
- (1916 - 1916): Heriberto Jara Corona (Governatore ad interim)
- (1917 - 1917): Adalberto Palacios (Governatore ad interim)
- (1917 - 1917): Mauro Loyo Sánchez (Governatore ad interim)[2]
- (1918 - 1918): José María Mena (Governatore ad interim)
- (1918 - 1918): Delfino Victoria (Governatore ad interim)
- (1919 - 1920): Armando Deschamps (Governatore ad interim)[2]
- (1920 - 1920): Juan J. Rodríguez (Governatore ad interim)
- (1920 - 1920): Gustavo Bello (Governatore ad interim)
- (1920 - 1923): Adalberto Tejeda Olivares (primo Mandato)
- (1923 - 1924): Antonio Nava (Governatore ad interim)[2]
- (1924 - 1924): Gabriel Garzón Cossa (Governatore ad interim)
- (1924 - 1927): Heriberto Jara Corona (Gobernador Proprietario)
- (1927 - 1928): Abel S. Rodríguez (Governatore ad interim)[2]
- (1928 - 1932): Adalberto Tejeda Olivares (secondo Mandato)
- (1932 - 1932): Miguel Aguillón Guzmán (Governatore ad interim)
- (1932 - 1935): Gonzalo Vázquez Vela[2]
- (1935 - 1936): Guillermo Rebolledo (Governatore ad interim)
- (1936 - 1936): Ignacio Herrera Tejeda (Governatore ad interim)
- (1936 - 1939): Miguel Alemán Valdés
- (1939 - 1940): Fernando Casas Alemán (Governatore ad interim)[4]
- (1940 - 1944): Jorge Cerdán Lara
- (1943 - 1943): Miguel Aguillón Guzmán (Governatore ad interim)
- (1944 - 1948): Adolfo Ruiz Cortines
- (1948 - 1950): Ángel Carvajal Bernal (Governatore ad interim)[5]
- (1950 - 1956): Marco Antonio Muñoz Turnbull
- (1956 - 1962): Antonio Modesto Quirasco
- (1962 - 1968): Fernando López Arias
- (1968 - 1974): Rafael Murillo Vidal
- (1974 - 1980): Rafael Hernández Ochoa
- (1980 - 1986): Agustín Acosta Lagunes
- (1986 - 1988): Fernando Gutiérrez Barrios
- (1988 - 1992): Dante Delgado Rannauro (Governatore ad interim)
- (1992 - 1998): Patricio Chirinos Calero
- (1998 - 2004): Miguel Alemán Velasco

### XXI secolo

#### Stato libero e sovrano di Veracruz de Ignacio de la Llave
- (2004 - 2010): Fidel Herrera Beltrán
- (2010 - 2016): Javier Duarte de Ochoa
- (12 ottobre 2016 - 30 novembre 2016): Flavino Ríos Alvarado (ad interim)
- (2016 - 2018): Miguel Ángel Yunes Linares
- (2018 - 2024): Cuitláhuac García Jiménez
- (2024 - in carica): Rocío Nahle García